# Gunilla Jonsson (simmare)
Gunilla Jonsson, född 31 juli 1954 i Malmö, död 12 februari 2006 i Malmö, var en framgångsrik svensk simmerska, som var aktiv 1963–1972.
Hennes bästa meriter är silver på 400 m fritt på EM i Barcelona 1970, i samma tävling tog hon även brons på 4×100 m fritt tillsammans med Eva Andersson, Elisabeth Berglund och Anita Zarnowiecki.

## Meritlista
- Åtta SM-guld – fem i 50-metersbassäng och tre i 25-metersbassäng, därav ett i lagkapp.
- Sju SM-silver – Fem i 50-metersbassäng och två i 25-metersbassäng
- Nio SM-brons – Fem i 50-metersbassäng och fyra i 25-metersbassäng
- EM-silver på 400 m fritt
- EM-brons i lagkapp 4x100 m fritt

Personliga rekord i 50-metersbassäng
- 100 m fritt 1,02,9 - 1970
- 200 m fritt 2,15,7 - 1971
- 400 m fritt 4,36,8 - 1970
- 800 m fritt 9,50,3 - 1971